# Ischelandhalle
Die Ischelandhalle ist eine Mehrzweckhalle im Stadtteil Altenhagen der nordrhein-westfälischen Stadt Hagen im Sportpark Ischeland. Unmittelbar benachbart ist neben dem namensgebenden Ischelandbach sowie dem Ischelandteich das Ischelandstadion und das Hagener Theodor-Heuss-Gymnasium. Die im ortsüblichen Sprachgebrauch als „Ische“ bezeichnete Halle wird fast ausschließlich zur Sportausübung verwendet, insbesondere im Basketball, Tischtennis und Handball. Im Basketball fanden hier bereits internationale Wettbewerbe statt, zudem wird sie seit ihrer Eröffnung von den Erstligisten Brandt Hagen und später Phoenix Hagen als Spielstätte in der höchsten Herren-Spielklasse Basketball-Bundesliga genutzt. Seit einer umfangreichen Erweiterung 2010, bei der die Zuschauerkapazität von 1800 auf 3145 Plätze erhöht wurde, trug sie offiziell zunächst für fünf Jahre den Sponsorennamen ENERVIE Arena im Sportpark Ischeland.

## Geschichte
Die Halle wurde am 15. Januar 1966 mit einem Festakt eröffnet. Von Anfang an war sie auch für Wettbewerbe im Basketball vorgesehen. Als erstes offizielles Basketball-Meisterschaftsspiel gilt das das Lokalderby zwischen den beiden Erstligisten TSV Hagen 1860 und SSV Hagen am 1. Oktober 1966 in der Premierensaison der Basketball-Bundesliga der Herren. Nachdem im darauffolgenden Jahr ein Bundesranglistenturnier im Tischtennis in der Halle ausgetragen wurde, fand 1969, begünstigt durch die Tatsache, dass der Deutsche Basketball Bund (DBB) seinen Sitz in Hagen hat, mit der Basketball-Europameisterschaft der Juniorinnen erstmals ein mehrtägiger internationaler Wettbewerb in der Ischelandhalle statt. Ein Jahr später folgte das erste Länderspiel der deutschen Basketballnationalmannschaft der Herren gegen die Nationalmannschaft aus dem Mutterland des Basketballsports Vereinigte Staaten in der Ischelandhalle als eines von 28 Länderspielen der Herren-Auswahl des DBB an diesem Ort insgesamt bis 2006. Nach dem Titelgewinn der Herren des SSV Hagen in der Basketball-Bundesliga 1973/74 war die Ischelandhalle 1975 auch Austragungsort von Spielen der Europameisterschafts-Vorrunde, bei denen die DBB-Auswahl der Herren jedoch die Qualifikation für die EM-Endrunde in Belgrad verpasste. Es folgten weitere Europapokalspiele des SSV Hagen gegen internationale Mannschaften.
Neben diversen Sportgalas wurde in der Halle Ende der 1970er Jahre auch zweimal die Deutsche Meisterschaft im Standardtanz ausgetragen sowie professionelle Box-Wettkämpfe mit René Weller 1983. Beim Basketball-Andreas-Cup im Dezember 1988 spielten die sowjet-litauischen Mannschaften Žalgiris Kaunas und Statyba Vilnius in der Ischelandhalle mit diversen damals aktuellen sowjetischen Olympiasiegern wie Arvydas Sabonis, Šarūnas Marčiulionis, Rimas Kurtinaitis und Valdemaras Chomičius. In der darauffolgenden Saison spielten dann mit Kurtinaitis, Sergejus Jovaiša und Gintaras Krapikas im Zuge der Öffnung des Eisernen Vorhangs auffallend viele Litauer in Hagen und Umgebung. Nach der Erstliga-Rückkehr 1988 des TSV Hagen 1860 fusionieren die beiden Lokalrivalen TSV und SSV 1990 zu Brandt Hagen, der es 20 Jahre nach dem ersten und einzigen Meisterschaftsgewinn des SSV zurück in die Finalserie der Basketball-Bundesliga 1993/94 schaffte, die jedoch gegen Serienmeister TSV Bayer 04 Leverkusen verlorenging. Der VfL Eintracht Hagen hatte zuvor 1992 nur knapp den Aufstieg in die 1. Handball-Bundesliga verpasst. Den Aufstieg in die 2. Bundesliga erreichte 2005 der Post SV Hagen, der acht Jahre später 2013 als TTC Hagen in die erste Tischtennis-Bundesliga der Herren aufstieg.

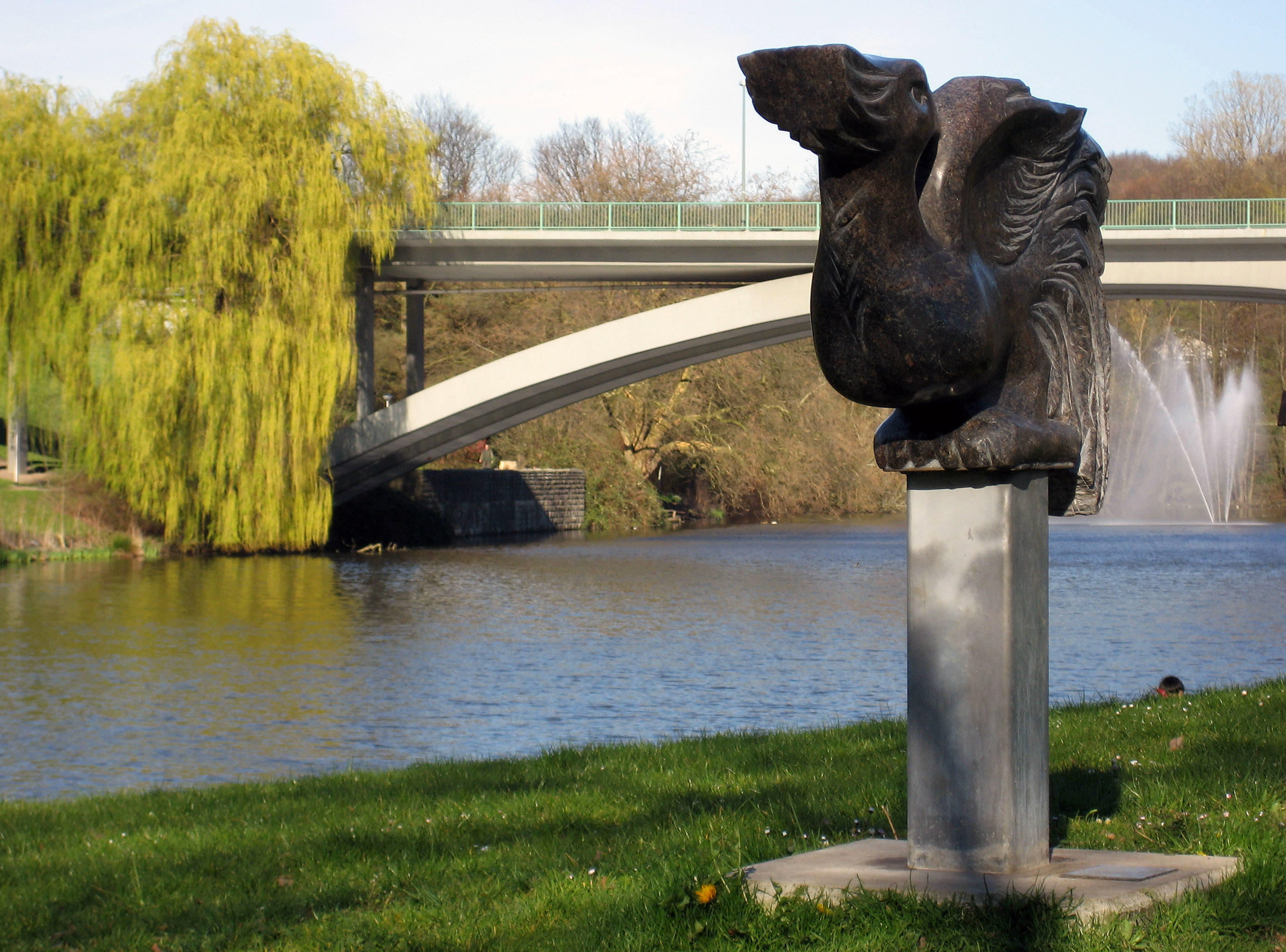
Phönix-Skulptur am Ischelandteich

Im Dezember 2003 waren die Erstliga-Basketballer von Brandt Hagen in Konkurs gegangen; dabei hatte die mittlerweile vergleichsweise geringe Kapazität der Ische und die von der Leitung der Bundesliga verordnete Suche nach einer Ausweichspielstätte eine nicht unwesentliche Rolle gespielt. Nachdem die Basketballer des aus der BG Hagen hervorgegangenen Phoenix Hagen die Vizemeisterschaft in der zweiten Liga ProA 2008/09 und den Aufstieg in die höchste Spielklasse erreichten, war die Ischelandhalle als Spielstätte für die Basketball-Bundesliga der Herren nicht mehr ausreichend. Daraufhin wurde nach diversen Alternativplänen der Ausbau der Halle von knapp 1800 Zuschauern bei Basketballspielen auf 3145 Zuschauer beschlossen. Der Ausbau erfolgte von Februar bis Oktober 2010 im Rahmen eines Budgets von 8,7 Millionen Euro. Die Wiedereröffnung erfolgte am 31. Oktober 2010 mit dem Meisterschaftsspiel zwischen Phoenix Hagen und EnBW Ludwigsburg, das Phoenix mit 95:82 gewann. Im Zuge der Wiedereröffnung bekam die Ischelandhalle einen neuen Sponsorennamen und hieß ab 2010 zunächst für fünf Jahre offiziell ENERVIE Arena im Sportpark Ischeland.  Im Sommer 2015 stand nach Auslaufen des Vertrags zunächst nicht fest, ob das Namenssponsoring fortgeführt wird.
Seit Sommer 2018 trug die Halle dann infolge eines Vertrages mit der Krollmann Gruppe GmbH den Sponsorennamen Krollmann Arena. Nach Ablauf des Sponsoring-Vertrages nach fünf Jahren trägt die Spielstätte seit 2023 nun wieder offiziell den Namen Ischelandhalle.

## Pläne für Ersatzbauten
Nachdem 1995 zuletzt ein Herren-Länderspiel in der EM-Qualifikation stattfand, wurde die Halle in Bezug auf die Basketball-Bundesliga der Herren erkennbar zu klein, nachdem fast alle Konkurrenten von Brandt Hagen in größeren Hallen spielten. Es wurden diverse Pläne für Ersatzbauten aufgestellt. Schließlich entzog die Leitung der Basketball-Bundesliga Brandt Hagen zur Basketball-Bundesliga 2003/04 die Spielgenehmigung für die Ischelandhalle, die mit ihrer zu geringen Größe nicht mehr den zeitgemäßen Anforderungen der höchsten deutschen Herren-Spielklasse entsprach, und die professionelle Mannschaft musste nach Dortmund ausweichen, wo man neben einzelnen Spielen in der Westfalenhalle in der Helmut-Körnig-Halle spielen wollte. Der Bau einer Sparkassen-Arena mit Platz für ungefähr 5000 Zuschauer in Hagen wurde konkretisiert und war mit zwölf Millionen Euro bis zur Fertigstellung 2005 budgetiert. Doch nach der Aufgabe der traditionellen Produktionsstätte Hagen durch Hauptsponsor Brandt geriet auch die Basketballmannschaft ins Schlingern und überlebte den nicht ausreichenden Zuschauerzuspruch in Dortmund nicht. Daher musste man bereits während der Saison im Dezember 2003 Konkurs anmelden, was auch das Aus für den Bau der Sparkassen-Arena bedeutete.
Nach dem Aufstieg von Phoenix Hagen 2009 gab es daher keine genehmigungsfähige Spielstätte in Hagen, so dass der Verein schließlich für die Basketball-Bundesliga 2009/10 die Tennishalle eines Fitness-Centers notdürftig herrichtete, um die Lizenzbedingungen der höchsten Spielklasse zu erfüllen. Nachdem 2007 erneut Pläne für einen Neubau gemacht wurden in unmittelbarer Nähe am Sportplatz Käfig, entschloss man sich schließlich im Sommer 2009 doch zum Umbau und zur Erweiterung der bestehenden Ischelandhalle. Dabei wurde die Kapazität bei Basketballspielen von knapp 1800 Zuschauern auf 3145 Zuschauern erhöht, was nur unwesentlich über der damaligen Mindestgröße von 3000 Zuschauern für Spielstätten der ersten Basketball-Bundesliga lag. In die neue, erweiterte Ischelandhalle kehrte schließlich auch die Basketballnationalmannschaft der Herren für Länderspiele zurück und absolvierte jeweils eines 2011, 2012 und 2014.
Angesichts der Tatsache, dass der Umbau die Halle nur auf die untere Grenze in der Zuschauerkapazität von Spielstätten der ersten Basketball-Bundesliga der Herren geführt hat und die Halle seit der Wiedereröffnung überwiegend ausverkauft und am Limit ihrer Kapazität liegt, prüft der aktuelle Basketball-Erstligist Phoenix Hagen weiterhin Pläne für einen Hallenneubau in Hagen.

## Trivia
Oberhalb der Sitzplätze befinden sich in der Ischelandhalle auch Stehplätze direkt unter dem Dach der Halle, die als der „Heuboden“ bekannt sind. Wegen der zentralen Bedeutung in Deutschland von Hagen als Sitz des DBB und der Ischelandhalle als der größten Basketball-Spielstätte in Hagen ist der Begriff für Basketballfans in Deutschland eng mit der Ischelandhalle verbunden.